# Volta Trucks
Volta Trucks — производитель электрических грузовиков с нулевым уровнем выбросов. Основана в 2019 году. Официальные офисы находятся в Стокгольме, Швеция, и Лондоне, Великобритания. С момента своего основания Volta Trucks специализировалась на переходе к электрификации сектора коммерческих автомобилей. Планируемое производственное предприятие находится в Штайре, Австрия. Лондон и Париж станут первыми городами, получившими доступ к Volta Zero. У компании также есть команды во Франции, Испании, Италии, Германии, Нидерландах, Великобритании. Недавно было объявлено о выходе на рынок США.
В сентябре 2020 года Volta Trucks выпустила Volta Zero, готовый электрический 16-тонный автомобиль, предназначенный для доставки грузов. Первая демонстрационная модель была разработана Astheimer в Уорике, Великобритания, и изготовлена компанией Prodrive Advanced Engineering в Банбери, Великобритания. Volta Trucks планировала начать производство Volta Zero для клиентских испытаний к концу 2021 года, а серийное производство — к концу 2022 года.
В феврале 2022 года Volta Trucks объявила о привлечении 230 млн долларов новых инвестиций. Нью-йоркская инвестиционная компания Luxor Capital возглавила раунд финансирования и стала крупнейшим инвестором компании, присоединившись к предыдущему ведущему инвестору, стокгольмскому Byggmästare Anders J Ahlström, а также другим ключевым инвесторам, включая Agility и B-FLEXION. В апреле 2022 года портфель заказов Volta Trucks насчитывал около 6000 автомобилей на общую сумму около 1,3 млрд долларов.
17 октября 2023 года Volta Trucks подала заявление о банкротстве в Швеции.

## История
Volta Trucks была основана в 2019 году скандинавским предпринимателем Карлом-Магнусом Норденом и соучредителем Кьеллом Валоеном. В течение 2019 года проводились инженерные разработки и проверка продукта.
Работа над первым демонстрационным автомобилем началась в 2019 году и была завершена в 2020 году.
В декабре 2020 года Volta Trucks объявила о стратегическом партнёрстве с Petit Forestier и о заказе на 1000 полностью электрических автгмобилей-рефрижераторов, что стало крупнейшим в Европе разовым заказом крупных электрических коммерческих автомобилей.
В феврале 2021 года Volta Trucks объявила о том, что американская компания Proterra, занимающаяся технологическими решениями для электромобилей, станет поставщиком аккумуляторов для Volta Zero. В качестве поставщика компонентов трансмиссии была выбрана компания Meritor.
В апреле 2021 года Volta Trucks объявила о назначении нового главного исполнительного директора и исполнительного председателя, готовясь перейти к следующему этапу своего корпоративного развития. Генеральным директором была назначена Эсса Аль-Салех, бывший президент и главный исполнительный директор Agility Logistics, а также бывший председатель совета директоров Volta Trucks. Одновременно Карл-Магнус Норден, основатель компании, был назначен исполнительным председателем совета директоров.
В конце июня 2021 года Volta Trucks подтвердила начало инженерной оценки и опытно-конструкторских испытаний первого прототипа Volta Zero на заводе HORIBA MIRA в Нанитоне, Великобритания.
В сентябре 2021 года Volta Trucks подтвердила, что первые автомобили Volta Zero будут производиться в Штайре (Австрия) компанией Steyr Automotive, ранее называвшейся MAN Truck and Bus Austria.
Компания объявила об успешном завершении раунда финансирования серии B с новым капиталом в размере 37 млн евро в сентябре 2021 года.
В ноябре 2021 года Schenker, один из крупнейших поставщиков логистических услуг в области наземного транспорта в Европе, сделал заказ на почти 1500 автомобилей Volta Zero.
В декабре 2021 года был завершен первый дорожный прототип Volta Zero Design Verification.
В августе 2023 года основной поставщик комплектующих, компания Proterra, подала заявление о банкротстве, таким образом Volta Trucks стала не в состоянии выполнить имеющиеся заказы и 17 октября 2023 года объявила о своём банкротстве.